# Kunstpreis der Landeshauptstadt Düsseldorf
Der Kunstpreis der Landeshauptstadt Düsseldorf ist eine Auszeichnung, die jährlich an einen Bildenden Künstler verliehen wird, dessen Werk „richtungsweisend für die Entwicklung der Gegenwartskunst“ ist.
Der Kunstpreis wurde erstmals im Jahr 2006 anlässlich der 1. Düsseldorfer Quadriennale überreicht und wird seit 2008 im zweijährlichen Turnus verliehen. Er ist mit 55.000 Euro dotiert und zählt damit zu den wichtigen Auszeichnungen für zeitgenössische Kunst in Deutschland.

## Preisträger
- 2006 Bruce Nauman
- 2007 Marlene Dumas[1]
- 2008 Rosemarie Trockel[2]
- 2010 Thomas Schütte[3]
- 2012 (keine Vergabe)[4]
- 2014 Katharina Fritsch